# ドン・ブラッグ
ドン・ブラッグ（Don Bragg、1935年5月15日 - 2019年2月16日）は、アメリカ合衆国ニュージャージー州セイラム郡ペンズグローヴ出身の陸上競技選手。1960年ローマオリンピックの金メダリストである。

## 経歴
ブラッグは、1950年代後半に活躍した棒高跳の選手である。19歳で4m60を跳び、1955年の全米大学選手権で優勝を果たしていたが、1956年メルボルンオリンピックにはけがのため出場することはできなかった。1957年から4年連続全米室内選手権を制し、1959年には屋外の全米選手権、パンアメリカン競技大会も優勝しこの時代を代表する棒高跳の選手へと成長する。そして、1960年のローマオリンピックの直前の7月2日に、カリフォルニア州パロアルトで4m80の世界新記録を樹立。オリンピックでも4m70で金メダルを獲得した。
ところで、当時は、棒高跳で使用するポールの材質が金属からグラスファイバーへと移行しつつある時代であった。1960年7月2日に樹立した4m80の世界新記録は金属ポールで樹立した世界記録である。ブラッグの100kgの体重に耐え切れず、日常的にポールが壊れるといった悩みを持っていた。ローマオリンピックでもグラスファイバー製のポールを使用する選手はいたが、オリンピック後ポールの材質は急速にグラスファイバーへと変わってゆき、1964年東京オリンピックでは出場者全員がグラスファイバー製ポールをするようになった。
ブラッグは、跳躍のときにターザンをまねたような独特の叫び声をあげていたことで注目を浴びた。
2019年2月16日、パーキンソン病、糖尿病、脳卒中といった合併症のためカリフォルニア州オークレーの自宅で死去。83歳没。

## 主な実績
| 年   | 大会                   | 場所                   | 種目   | 結果 | 記録 |
| ---- | ---------------------- | ---------------------- | ------ | ---- | ---- |
| 1959 | パンアメリカン競技大会 | シカゴ(アメリカ合衆国) | 棒高跳 | 1位  | 4m62 |
| 1960 | オリンピック           | ローマ(イタリア)       | 棒高跳 | 1位  | 4m70 |